# Emma Paris
Pour les articles homonymes, voir Paris (homonymie).
Emma Paris (anciennement Emma CakeCup), de son vrai nom Emma Charatz , est une influenceuse et vidéaste web française.

## Biographie

### Débuts sur internet
Elle débute sur YouTube en 2013, âgée de 17 ans, avec des tutoriels beauté.

### Carrière
En 2015, elle participe au festival Vidéo City.
En 2017, elle fait partie de l'écurie de Studio71, une pépinière à youtubeurs créée par TF1.
En octobre 2017, elle sort une BD,.
En janvier 2022, Emma CakeCup devient Emma Paris.

## Publications
- Emma CakeCup, Emma CakeCup - Tome 1 (Le sosie maléfique), Éditions Jungle, 18 octobre 2017, 48 p. (ISBN 2822221618)
- Emma et Jiraf (ill. Pauline Roland), Emma Cakecup - Tome 2 (Retour vers le passé), Éditions Jungle, 23 mai 2018, 48 p. (ISBN 2822222932)

## Polémiques

### Photo Instagram inappropriée lors de l'Armistice
Le 11 novembre 2018, elle crée une polémique en postant sur Instagram une photo en lingerie avec son compagnon (Vlad Oltean), avec la légende : « Je rigole parce que je suis en train de lui faire pipi dessus. Hihi allez, bon dimanche ! ... une pensée aux morts tombés pour la France », avant de présenter ses excuses.

### Demande de partenariat avec un hôtel
En juin 2018, elle pousse un coup de gueule sur Snapchat, après qu'un hôtel n'a pas donné suite à sa demande de partenariat, lui provoquant un lynchage sur les réseaux sociaux.

### Accusation de promotion de sites louches
En novembre 2018, elle et son compagnon Vlad Oltean sont accusés de promouvoir des sites d'arnaque, notamment de produits de dropshipping. Ils sont accusés de promouvoir des produits de contrefaçon et disponibles moins chers sur AliExpress.

### Accusation de racisme
En juillet 2020, elle est accusée de racisme anti-chinois après avoir employé le terme « chintok » dans une story Instagram. Elle présente ses excuses (après avoir supprimé sa story) dans une vidéo de plus de cinq minutes : « Il y a un mot, je ne sais pas pourquoi je l'ai employé, sachant que je prône toujours les trucs anti-racistes, antisémites (sic). Je suis vraiment bête, sincèrement. Je voudrais vraiment m'excuser à toute la communauté asiatique ».

## Affaires judiciaires

### Affaire Emma Paris contre Dairing Tia et Antony Valerio
En février 2019, Emma Paris poursuit en justice deux vidéastes web (Dairing Tia et Antony Valerio), après la publication d'une vidéo à son encontre, sur leurs chaines YouTube respectives, sous prétexte que ces vidéos lui auraient fait perdre des contrats. Elle réclame des dommages et intérêts de 20 000 euros à Manon Delcourt (Dairing Tia) et 30 000 euros à Anthony Valerio.
En juillet 2019, elle décide d'abandonner les poursuites (avant le procès qui devait se tenir en septembre 2020), contre les deux vidéastes web accusés de diffamation,.

### Affaire Magali Berdah et Emma Paris
Emma Paris réclame plus de 2 000 000 d'euros à Magali Berdah pour non-respect de plusieurs obligations d'un contrat. Le procès débute le 20 septembre 2022.
En janvier 2023, le tribunal de commerce de Paris condamne Sublim Talent et Shauna Event, deux sociétés fondées par Magali Berdah, pour rupture abusive de contrat. Ces sociétés doivent verser plus de 1 800 000 euros à Emma Paris et à Vlad Oltean.